# Karotomorphidae
 (septembre 2022).
Famille
Les Karotomorphidae sont une famille de chromistes de l'embranchement des Bigyra, de la classe des Opalinea et de l’ordre des Opalinida.

## Étymologie
Le nom de la famille vient du genre type Karotomorpha, dérivé du grec καρωτόν / karotón, carotte, et μορφή / morfí, forme, en référence à la forme en carotte de ce flagellé, bien que Travis décrive le genre comme pyriforme (en forme de poire).

## Description
Selon Travis les espèces du genre Karotomorpha sont des flagellés appartenant au Polymastigida Blochmann. La forme du corps est pyriforme (en forme de poire), mince, allongée et s'effilant postérieurement plus ou moins en pointe.
Quatre flagelles inégaux partent de l'extrémité antérieure en deux groupes de deux. Le noyau sphérique est situé juste en arrière des granules basaux. Un grand corps parabasal entoure partiellement le noyau et s'étend en arrière de celui-ci sur une certaine distance. Aucun cytostome ou axostyle n'est présent. Le périplaste  est épais et persistant. Ce sont des parasites des amphibiens.

## Distribution
Les espèces du genre Karotomorpha sont des parasites des amphibiens.
L'espèce Karotomorpha bufonis a été décrite par Grassé comme commensal d'amphibiens d'Europe ; l'espèce Karotomorpha swezei a été décrite chez les amphibiens d'Amérique.

## Liste des genres
Selon The Taxonomicon (19 septembre 2022) :
- Karotomorpha Travis, 1934
  - Espèce type (Holotype) : Karotomorpha bufonis (Dobell) B.V.Travis 1934

Selon GBIF (19 septembre 2022) : famille synonyme des Proteromonadidae
Selon IRMNG (19 septembre 2022) : famille non acceptée, mais acceptée comme Proteromonadidae

## Systématique
Le nom correct de ce taxon est Karotomorphidae Travis, 1934.
Karotomorphidae a pour synonymes :
- Proteromonadidae
- Prowazekellaceae
- Prowazekellidae

## Publication originale
- Travis, B.V. (1934). Karotomorpha, a new name for Tetramastix alexeieff with a synopsis of the genus. Transactions of the American Microscopical Society 53: 277-285